# The Intruders
The Intruders waren eine US-amerikanische Gesangsgruppe.
Gegründet wurde die Band Anfang der 60er Jahre in Philadelphia, Pennsylvania. 1966 wurden sie von einer berühmten Produktionscompany unter Vertrag genommen und zählten fortan zu den ersten Vertretern des sogenannten "Phillysounds". 
Das Songwriter- und Produzententeam Kenny Gamble und Leon Huff schrieb für die Gruppe bin in die 70er Jahre hinein viele Soulhits, die vor allem in den "Black-Charts" sehr erfolgreich waren. Mitte der 1970er Jahre verschwand die Gruppe dann wieder.

## Mitglieder
- Phil Terry
- Robert "Big Sonny" Edwards
- Samuel "Little Sonny" Brown
- Eugene "Bird" Daughtry

## Diskografie

### Studioalben
| Jahr | Titel                      | Höchstplatzierung, Gesamtwochen, AuszeichnungChartplatzierungen (Jahr, Titel, Platzierungen, Wochen, Auszeichnungen, Anmerkungen) | Höchstplatzierung, Gesamtwochen, AuszeichnungChartplatzierungen (Jahr, Titel, Platzierungen, Wochen, Auszeichnungen, Anmerkungen) | Anmerkungen |
| Jahr | Titel                      | US | R&B | Anmerkungen |
| ---- | -------------------------- | --- | --- | ----------- |
| 1967 | The Intruders Are Together | — | R&B23 (3 Wo.)R&B |             |
| 1968 | Cowboys to Girls           | US112 (9 Wo.)US | R&B11 (17 Wo.)R&B |             |
| 1970 | When We Get Married        | — | R&B48 (2 Wo.)R&B |             |
| 1973 | Save the Children          | US133 (18 Wo.)US | R&B12 (15 Wo.)R&B |             |
| 1974 | Energy of Love             | — | R&B41 (4 Wo.)R&B |             |

Weitere Studioalben
- 1985: Who Do You Love?
- 2002: How Long Has It Been

### Kompilationen
| Jahr | Titel         | Höchstplatzierung, Gesamtwochen, AuszeichnungChartplatzierungen (Jahr, Titel, Platzierungen, Wochen, Auszeichnungen, Anmerkungen) | Höchstplatzierung, Gesamtwochen, AuszeichnungChartplatzierungen (Jahr, Titel, Platzierungen, Wochen, Auszeichnungen, Anmerkungen) | Anmerkungen |
| Jahr | Titel         | US | R&B | Anmerkungen |
| ---- | ------------- | --- | --- | ----------- |
| 1969 | Greatest Hits | US144 (6 Wo.)US | R&B19 (14 Wo.)R&B |             |
| 1973 | Super Hits    | — | R&B51 (4 Wo.)R&B |             |

Weitere Kompilationen
- 1994: Philly Golden Classics
- 1995: Cowboys to Girls: The Best of the Intruders
- 1998: On the Move
- 2002: Super Hits

### Singles
| Jahr | Titel Album                                 | Höchstplatzierung, Gesamtwochen, AuszeichnungChartplatzierungen (Jahr, Titel, Album, Platzierungen, Wochen, Auszeichnungen, Anmerkungen) | Höchstplatzierung, Gesamtwochen, AuszeichnungChartplatzierungen (Jahr, Titel, Album, Platzierungen, Wochen, Auszeichnungen, Anmerkungen) | Höchstplatzierung, Gesamtwochen, AuszeichnungChartplatzierungen (Jahr, Titel, Album, Platzierungen, Wochen, Auszeichnungen, Anmerkungen) | Anmerkungen                 |
| Jahr | Titel Album                                 | UK | US | R&B | Anmerkungen                 |
| ---- | ------------------------------------------- | --- | --- | --- | --------------------------- |
| 1966 | (We’ll Be) United –                         | — | US78 (6 Wo.)US | R&B14 (8 Wo.)R&B |                             |
| 1966 | Devil with an Angel’s Smile –               | — | — | R&B29 (6 Wo.)R&B |                             |
| 1967 | Together –                                  | — | US48 (9 Wo.)US | R&B9 (11 Wo.)R&B |                             |
| 1967 | Baby I’m Lonely –                           | — | US70 (5 Wo.)US | R&B28 (6 Wo.)R&B |                             |
| 1967 | A Love That’s Real –                        | — | US82 (3 Wo.)US | R&B35 (8 Wo.)R&B | B-Seite von Baby I’m Lonely |
| 1968 | Cowboys To Girls –                          | — | US6 Gold · (14 Wo.)US | R&B1 (14 Wo.)R&B |                             |
| 1968 | (Love Is Like A) Baseball Game –            | — | US26 (9 Wo.)US | R&B4 (11 Wo.)R&B |                             |
| 1968 | Slow Drag –                                 | — | US54 (7 Wo.)US | R&B12 (10 Wo.)R&B |                             |
| 1969 | Give Her a Transplant –                     | — | — | R&B23 (5 Wo.)R&B |                             |
| 1969 | Me Tarzan You Jane –                        | — | — | R&B41 (4 Wo.)R&B |                             |
| 1969 | Lollipop (I Like You) –                     | — | — | R&B22 (6 Wo.)R&B |                             |
| 1969 | Sad Girl –                                  | — | US47 (9 Wo.)US | R&B14 (11 Wo.)R&B |                             |
| 1969 | Old Love –                                  | — | — | R&B35 (4 Wo.)R&B |                             |
| 1970 | Tender (Was the Love We Knew) –             | — | — | R&B25 (5 Wo.)R&B |                             |
| 1970 | When We Get Married –                       | — | US45 (8 Wo.)US | R&B8 (11 Wo.)R&B |                             |
| 1970 | This Is My Love Song –                      | — | US85 (4 Wo.)US | R&B22 (8 Wo.)R&B |                             |
| 1971 | I’m Girl Scoutin’ –                         | — | US88 (4 Wo.)US | R&B16 (9 Wo.)R&B |                             |
| 1971 | Pray for Me –                               | — | — | R&B25 (6 Wo.)R&B |                             |
| 1971 | I Bet He Don’t Love You (Like I Love You) – | — | US92 (4 Wo.)US | R&B20 (13 Wo.)R&B |                             |
| 1972 | (Win, Place or Show) She’s a Winner –       | UK14 (9 Wo.)UK | — | R&B12 (10 Wo.)R&B | Platzierung in UK erst 1974 |
| 1973 | I’ll Always Love My Mama (Part 1) –         | UK32 (7 Wo.)UK | US36 (12 Wo.)US | R&B6 (13 Wo.)R&B |                             |
| 1973 | I Wanna Know Your Name –                    | — | US60 (13 Wo.)US | R&B9 (15 Wo.)R&B |                             |
| 1974 | A Nice Girl Like You –                      | — | — | R&B21 (14 Wo.)R&B |                             |
| 1975 | Rainy Days and Mondays –                    | — | — | R&B81 (5 Wo.)R&B |                             |
| 1984 | Who Do You Love? –                          | UK65 (8 Wo.)UK | — | — |                             |
| 1985 | Warm and Tender Love –                      | UK99 (1 Wo.)UK | — | — |                             |

Weitere Singles
- 1961: Come Home Soon
- 1961: I’m Sold (On You)
- 1962: This Is My Song
- 1966: Gonna Be Strong
- 1967: (You Better) Check Yourself
- 1975: Plain Ol’ Fashioned Girl
- 1979: Goodnight